# Amir Tataloo
Amir Tataloo (Амир Хоссейн Магсудлу; перс.  امیرحسین مقصودلو‎; род. 21 сентября 1987, Тегеран) — иранский рэпер.

## Биография
Родился 21 сентября 1987 года в Тегеране. Начальные годы школы провёл в Реште. Затем с семьёй вернулся в Тегеран.
За последние 10 лет (2015 — 2025) Tataloo является одним из наиболее значительных рэперов Ирана. Его аудитория в Инстаграм доходила до 4 млн пользователей.
В ранний период творчества Tataloo в текстах выражал смелые политические и социальные идеи, которые были приняты аудиторией.
В течение длительного периода времени власти Ирана настаивали на том, что рэп является музыкой от дьявола, и порицали образ жизни рэперов. Tataloo несколько раз входил в столкновение с властями по поводу музыки. В 2013 году был арестован за сотрудничество со спутниковыми телеканалами.
В 2018 году провёл 4 месяца в тюрьме Эвин. Несколько раз задерживался правоохранительными органами за татуировки.
В ходе президентских выборов 2017 года поддержал Ибрахима Раиси. Аудитория Tataloo не понимала, поддерживал ли он искренне правительство, или притворялся для возможности продолжать творчество.
Правительство Ирана использовало популярность Tataloo для записи пропагандистского ролика, оправдывавшего военные действия Ирана в Персидском заливе в 2017 году, стоя на фрегате «Damavand» в Каспийском море.
В творчестве также высказывался против убийства животных. Многие из его татуировок изображают животных. Также на татуировках изображены Брюс Ли и Диего Марадона.
Правительство разрешило Tataloo давать концерты за пределами Ирана.
Позднее Министерство культуры и исламской ориентации Ирана наложило запрет на творчество рэпера, как противоречащее морали.
В 2018 году покинул Иран, и начал открыто критиковать правительство Ирана.
Летом 2019 года приехал в Турцию (Стамбул), и подал на разрешение на временное проживание. С этого периода находился в Стамбуле.
Турция является популярным местом для иранских хип-хоп исполнителей. Обычно, билеты концерты там продаются полностью. Однако, Турция не является благоприятной страной для рэп исполнителей. Многие турецкие рэп исполнители находятся под пристальным надзором властей. Некоторые из низ содержались в течение нескольких недель в тюрьмах.
28 января 2020 года был задержан в иммиграционном центра района Фатих Стамбула полицией Турции по запросу Интерпола. Находился в центре временного содержания для нелегальных иммигрантов. При задержании рядом с ним находился его музыкальный продюсер, Марг Лотфабади.
Поклонники творчества Tataloo собрали 500 000 подписей в онлайн петиции против выдачи Турцией Tataloo Ирану.
В декабре 2023 года был экстрадирован в Иран. С этого периода содержится в заключении. Причиной подачи запроса в Интерпол является критика властей Ирана.
В марте 2024 года началось судебное разбирательство.
Был приговорён к пяти годам лишения свободы за антиправительственные высказывания, а также публикацию «непристойного контента». Прокуратура Ирана внесла протест на данный приговор. Верховным судом Ирана дело было отправлено на пересмотр.
20 января 2025 года Первым уголовным судом Тегерана приговорён к смертной казни.